# Rue Bosquet (Paris)
Pour les articles homonymes, voir Rue Bosquet.
La rue Bosquet est une voie du 7e arrondissement de Paris, en France.

## Situation et accès
La rue Bosquet est une voie publique située dans le 7e arrondissement de Paris. Elle débute au 46-50, rue Cler et se termine au 69, avenue Bosquet.
Le quartier est desservi par la ligne 8 aux stations École Militaire et La Tour-Maubourg.

## Origine du nom

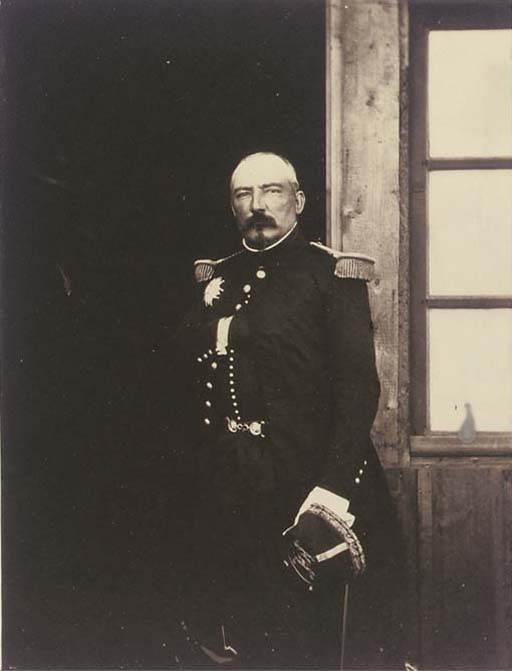
Pierre Joseph François Bosquet.

Cette voie rend hommage au maréchal Pierre Joseph François Bosquet (1810-1861).

## Historique
Cette rue a été créée en 1844 sous le nom de « villa Saint-Pierre ». 
Elle prend le nom de « passage Bosquet » par un arrêté du 1er février 1877 avant de prendre en 1926 le nom de « rue Bosquet ».